# Гонсалес, Альберто (аргентинский футболист)
Альберто Марио Гонсалес (исп. Alberto Mario González; 21 августа 1941, Буэнос-Айрес — 26 февраля 2023, Буэнос-Айрес) — аргентинский футболист, полузащитник.

## Клубная карьера
Альберто Госалес, из-за своего телосложения прозванный «Gonzalito» («Гонсалито»), начинал свою футбольную карьеру в клубе «Атланта» в 1960 году. В 1962 году он перешёл в команду «Бока Хуниорс», в которой ему пришлось сменить амплуа форварда на связующее звено между полузащитой и нападением.

## Международная карьера
Альберто Гонсалес попадал в состав сборной Аргентины на Чемпионатах мира 1962 и 1966 годов. На турнире 1962 года он вышел в стартовом составе Аргентины в последнем матче группового этапа против сборной Венгрии. На чемпионате же 1966 года он из 4-х игр Аргентины на турнире провёл все четыре: 3 игры группового этапа против сборных Испании, ФРГ и Швейцарии, а также встречу 1/4 финала с Англией.

## Достижения
«Бока Хуниорс»
- Чемпион Аргентины (3): 1962, 1964, 1965